# Ист (остров, Хорватия)
Ист (хорв.  Ist, итал. Isto) — остров в Адриатическом море, в центральной части Хорватии, на северо-западе от города Задар, административно относится к Задарской жупании.

## География
Площадь острова — 9,734 км ². Длина береговой линии — 23,031 км. Южнее Иста находится остров Молат, отделенный узким проливом Запунтель, на севере — необитаемый остров Шкарда. Ист связан регулярными паромными рейсами с Задаром.

## Население
Население острова по данным переписи населения 2001 года составляет 202 человека и в течение последних 50 лет уменьшилось вдвое. Население занято сельским хозяйством, рыболовством и туристическим сервисом.